# Municipio de Empire (condado de Ellsworth)
El municipio de Empire (en inglés: Empire Township) es un municipio ubicado en el condado de Ellsworth en el estado estadounidense de Kansas. En el año 2010 tenía una población de 196 habitantes y una densidad poblacional de 1,05 personas por km².

## Geografía
El municipio de Empire se encuentra ubicado en las coordenadas 38°38′54″N 98°2′27″O / 38.64833, -98.04083. Según la Oficina del Censo de los Estados Unidos, el municipio tiene una superficie total de 186.03 km², de la cual 171,65 km² corresponden a tierra firme y (7,73 %) 14,38 km² es agua.

## Demografía
Según el censo de 2010, había 196 personas residiendo en el municipio de Empire. La densidad de población era de 1,05 hab./km². De los 196 habitantes, el municipio de Empire estaba compuesto por el 98,98 % blancos, el 0,51 % eran de otras razas y el 0,51 % eran de una mezcla de razas. Del total de la población el 3,57 % eran hispanos o latinos de cualquier raza.